# A. Schroth
A. Schroth war eine Druckerei in Danzig von 1842 bis 1944.

## Geschichte
Friedrich R. Rathke und Johann August Schroth gründeten 1842 die Druckerei Rathke & Schroth. In dieser wurden neben deutschsprachigen Texte auch einige hebräische Texte, vor allem für den liturgischen Gebrauch, hergestellt. Nachdem Rathke 1845 Danzig verlassen hatte, führte Johann August Schroth das Unternehmen als A. Schroth alleine weiter, nun ausschließlich mit deutschsprachigen Publikationen. Ab 1848 wurde hier die Zeitung Wogen der Zeit (seit 1849 Neue Wogen der Zeit) gedruckt. Seit 1870 erschien hier auch das Amtsblatt der königlichen Regierung zu Danzig.
Nach dem Tod des Firmengründers übernahm 1877 dessen Sohn Karl Richard Schroth die Leitung. Die Zeitung wurde in Deutsche Allgemeine Zeitung umbenannt. Ansonsten blieb ein Schwerpunkt der Druck amtlicher Texte und Verlautbarungen.
Ab 1938 führten die Witwe Hedwig Schroth und der Sohn Werner Schroth das Unternehmen weiter. Im Herbst 1944 wurde die Produktion eingestellt.
Die Druckerei befand sich zuerst in der Hundegasse 79, seit etwa 1850 in der Frauengasse 37 und seit 1892 in der Heiligegeistgasse 83. In der Firma arbeiteten in den Jahren 1893 bis 1907 zwischen 27 und 51 Mitarbeiter.